# Riley Jackson
Riley Francis Jackson (nacido el 2 de diciembre de 2005) es un jugadora de fútbol profesional estadounidense que juega como centrocampista del North Carolina Courage de la National Women's Soccer League (NWSL) y de la selección nacional femenina sub-20 de los Estados Unidos. Fue nombrada Jugadora Gatorade del Año en 2022. Firmó con Courage a la edad de 17 años en 2023.

## Primeros años de vida
Riley Francis Jackson nació el 2 de diciembre de 2005 y creció en Roswell, Georgia, Estados Unidos. Jugó diez años en el Roswell Soccer Club, un equipo entrenado por su padre. Luego cambió al Concorde Fire de la Elite Clubs National League (ECNL), donde jugó en un grupo de edad. Fue nombrada Jugadora del Año de la Conferencia Sudeste de la ECNL en 2020-21, y después de ayudar al Fire a ganar el título de club nacional, fue nombrada Jugadora del Año de la ECNL nacional en 2021-22.
Jackson jugó fútbol en la escuela secundaria para la escuela secundaria católica Blessed Trinity en Roswell, registrando 36 goles y 48 asistencias a lo largo de su carrera. En su segundo año en 2021-22, anotó 14 goles y dio 18 asistencias y fue nombrada Jugadora Nacional Gatorade del Año.

## Carrera profesional
En julio de 2023, a través del Mecanismo de Ingreso Sub-18 de la NWSL, Jackson, de 17 años, firmó un contrato profesional con North Carolina Courage hasta 2025 con una opción por un año más. Anteriormente se comprometió verbalmente con el equipo de la Universidad de Duke en el otoño de 2022. Fue colocada en la reserva de lesionados debido a una lesión en el pie derecho el mes siguiente. Hizo su debut profesional con Courage el 16 de marzo de 2024.

## Carrera internacional
Jackson recibió su primera convocatoria para un campo de entrenamiento del equipo nacional juvenil con el equipo sub-15 en octubre de 2019. Entrenó nuevamente con el equipo en marzo de 2020 en un campamento dirigido por su futuro entrenador de Courage, Sean Nahas. Cuando el fútbol juvenil regresó de su pausa por la pandemia de COVID-19, Jackson viajó al extranjero por primera vez para jugar con la selección nacional sub-17 en el Campeonato Femenino Sub-17 de la Concacaf de 2022 en la República Dominicana. Fue cocapitana del equipo que ganó el torneo, anotando dos goles y dando tres asistencias, y recibió el Balón de Oro como mejor jugadora del torneo. Logró dos asistencias en la Copa Mundial Femenina de Fútbol Sub-17 de 2022, donde Estados Unidos cayó en cuartos de final por penales.
Jackson jugó amistosos con la selección nacional sub-20 contra Colombia en febrero de 2024.